# Tacata'
«Tacata'» (escritos alternativamente como Tacatà y Tacatá) es un éxito internacional del grupo italiano Tacabro con el artista cubano Rodríguez Martínez (Ruly MC) como vocalista principal para su lanzamiento por las discográficas 541/N.E.W.S. en Italia, Francia y Suecia, y con Sony Music en Dinamarca. La música está compuesta por el dúo italiano Tacabro integrado por Mario Romano y Salvatore Sapienza, también conocidos como Romano & Sapienza y la letra de Raúl Rodríguez-Martínez.
Originalmente fue lanzado en el 2011 en Italia y acreditado como "Romano & Sapienza featuring Rodriguez", donde alcanzó el puesto #4. Posteriormente, el sencillo fue relanzado con un nuevo video musical bajo el nombre de "Tacabro", convirtiéndose en un éxito en varios países de Europa alzándose con la primera ubicación en Francia, España, Dinamarca, Austria y Suiza.

## Lista de canciones

### Sencillos
Tacata' (como Tacabro)
1. Tacata' (4:49)

Tacata' (como Tacabro feat. Rodriguez)
1. Tacata' (Radio edit) (3:30)
2. Tacata' (Extended mix) (4:44)

### EP
Tacata' Remixes
1. Tacata' (Radio Edit) (3:30)
2. Tacata' (Extended) (4:44)
3. Tacata' (Stylus Josh, Eros Remix) (5:34)
4. Tacata' (Marco Branky Radio Remix) (3:34)
5. Tacata' (Marco Branky Remix) (5:02)
6. Tacata' (Karmin Shiff Remix) (6:09)
7. Tacata' (DJ Willy Remix) (5:31)
8. Tacata' (Dany Lorence Remix) (4:50)
9. Tacata' (El Berna Jam) (3:31)
10. Tacata' Video (3:46)
11. Tacata' (Whoami Remix By Victote and Usra) (3:19)

## Video musical
Dos videos separados fueron puestos en libertad por "Tacata'", producido por Danceandlove, la primera en enero de 2012  y la segunda en febrero de 2012  Los videos son dirigidos por Alex Bufalo y DOP por Francesco Fracchionio. Los videos muestran Martínez Rodríguez cantando y bailando delante de un cartel que decía Tacabro oa través de efectos visuales en el fondo. Con Rodríguez bailando el Tacata ', no es vocal, así como el acompañamiento de música y mezcla de Mario Romano y Salvatore Sapienza. En otras escenas del vídeo musical, Martínez Rodríguez se unió por otras chicas bailando el Tacata 'con él.

## Posicionamiento en listas y certificaciones
| Año (2012)                  | Mejor posición |
| --------------------------- | -------------- |
| Italia (FIMI)               | 4              |
| Suiza (Schweizer Hitparade) | 67             |

| Listas (2012)                         | Mejor posición |
| ------------------------------------- | -------------- |
| Alemania (Offizielle Deutsche Charts) | 4              |
| Austria (Ö3 Austria Top 75)           | 1              |
| Bélgica (Ultratop 50 flamenca)        | 5              |
| Bélgica (Ultratop 40 valona)          | 5              |
| Canadá (Canadian Hot 100)             | 83             |
| Dinamarca (Tracklisten)               | 1              |
| España (PROMUSICAE)                   | 1              |
| Finlandia (Suomen virallinen lista)   | 2              |
| Francia (SNEP)                        | 1              |
| Hungría (Dance Top 40)                | 1              |
| Israel (Media Forest)                 | 1              |
| Luxemburgo (Billboard Digital Songs)  | 1              |
| Noruega (VG-lista)                    | 4              |
| Países Bajos (Dutch Top 40)           | 3              |
| Suecia (Sverigetopplistan)            | 14             |
| Suiza (Schweizer Hitparade)           | 1              |

| País      | Organismo certificador | Certificación    | Ventas  |
| --------- | ---------------------- | ---------------- | ------- |
| Alemania  | BVMI                   | Disco de Platino | 300 000 |
| Bélgica   | BEA                    | Disco de Oro     | 15 000  |
| Dinamarca | IFPI Dinamarca         | Disco de Platino | 60 000  |
| España    | PROMUSICAE             | Disco de Platino | 40 000  |
| Italia    | FIMI                   | Disco de Platino | 60 000  |
| Suecia    | IFPI Suecia            | Disco de Platino | 20 000  |
| Suiza     | IFPI Suiza             | Disco de Platino | 60 000  |

## Otras versiones
- DJ Adam lanzó su propia versión remezclada de "Tacata'" el 23 de abril de 2012 en el sello Factory golpe que apareció en el número 187 en el Top 200 Singles francés y subiendo al # 133 en mayo de 2012.
- El grupo japonés MAX lanzó el 7 de agosto de 2013 una versión en japonés del "Tacata'" como motivo de su regreso al mercado musical.